# Jim Neidhart
James Henry Neidhart (ur. 8 lutego 1955 w Montebello, Kalifornia, zm. 13 sierpnia 2018 w Wesley Chapel, Floryda) – amerykański wrestler. W przeszłości również futbolista. Jako wrestler występował pod pseudonimem Jim „The Anvil” Neidhart w World Wrestling Federation (WWF) oraz innych promocjach. Członek i tag team partner Breta Harta w drużynie The Hart Foundation. Dwukrotny WWF Tag Team Champion. Członek wielopokoleniowej rodziny zawodowych zapaśników – Rodziny Hartów.

## Kariera

### Wczesne lata i początki w wrestlingu (1955 – 1985)
Uczęszczał do szkoły średniej Newport Harbor High School, gdzie startował w zawodach lekkoatletycznych (pchnięcie kulą). Po ukończeniu szkoły skupił się na karierze w futbolu amerykańskim w lidze National Football League (NFL), będąc testowanym w klubach Oakland Raiders i Dallas Cowboys.
Około 1978 jego kontrakt w Dallas Cowboys wygasł przez co Neidhart wyjechał do Kanady w celu trenowania wrestlingu w szkole Stu Harta w Calgary. Występował w Stampede Wrestling do 1985 – w 1979 poślubił córkę Stu Harta – Ellie (siostrę Breta Harta). Stu Hart, szukając rozgłosu dla Neidharta, obiecał mu 500 dolarów amerykańskich za wygranie zawodów w rzucie kowadłem na festynie Calgary Stampede. Oddał rzut na odległość 11 stóp i 2 cali – przyniosło mu to przydomek The Anvil (pol. Kowadło). Oprócz Stampede Wrestling, walczył na początku lat 80. w Catch Wrestling Association i japońskiej New Japan Pro-Wrestling. Zaliczał występy również dla Georgia Championship Wrestling i Continental Wrestling Association.

### World Wrestling Federation i różne federacje (1985 – 1997)
W World Wrestling Federation (WWF) zadebiutował w walce z Tonym Gareą w dniu 21 stycznia 1985. Początkowo prowadził krótką rywalizację z Bretem Hartem, jednak Hart przekonał prezesa WWF Vince’a McMahona do stworzenia tag teamu ze swoim szwagrem. McMahon przystał na ten pomysł i tym samym drużyna Hart–Neidhart przyjęła nazwę The Hart Foundation z Jimmym Hartem jako menedżerem tag teamu. The Hart Foundation oficjalnie zadebiutowali podczas gali WrestleMania 2 w kwietniu 1986 w 20-osobowym battle royal matchu z futbolistami NFL.
Na początku lutego 1987 The Hart Foundation sięgnęli po pierwsze mistrzostwo drużynowe WWF World Tag Team Championship podczas odcinka WWF Superstars pokonując drużynę The British Bulldogs (Davey Boy Smith i The Dynamite Kid). Tytuły stracili na początku listopada 1987 na rzecz Strike Force (Rick Martel i Tito Santana). Od kwietnia 1989 Neidhart rozpoczął występy solo. Na gali Summerslam (1990) ponownie w drużynie z Bretem Hartem pokonali tag team Demolition (Smash i Crush) wygrywając po raz drugi tytuły mistrzowskie tag teamów. Tytuły stracili na rzecz drużyny The Nasty Boys (Jerry Sags i Brian Knobbs) na gali WrestleMania VII.
Od grudnia 1991 występował w nowym tag teamie o nazwie New Foundation u boku Owena Harta (brata Breta Harta). W lutym 1992 został zwolniony z WWF. Następnie występował w Eastern Championship Wrestling (ECW) oraz powrócił do japońskiej New Japan Pro-Wrestling, a także pojawił się w World Championship Wrestling (WCW).
Do WWF powrócił podczas gali King of the Ring (1994) stając w narożniku Breta Harta, który prowadził rywalizację z Dieselem o tytuł WWF World Heavyweight Championship. Prowadził różne rywalizacje oraz był sprzymierzony zarówno z Owenem, jak i Bretem Hartem. Od lutego 1995 występował w Mid-Eastern Wrestling Federation. W 1996 występował w pomniejszych federacjach niezależnych. W 1996 powrócił na chwilę do WWF jako zamaskowany antagonista o imieniu Who. Pod koniec kwietnia 1997 powrócił po raz kolejny do WWF atakując Stone Colda Steve’a Austina oraz odtwarzając Hart Foundation z Owenem i Bretem Hartami. Niedługo potem dołączyli do nich Davey Boy Smith oraz Brian Pillman, którzy odgrywali role sympatyzujących osób z kanadyjską stajnią (sam Neidhart jako Amerykanin odgrywał rolę Kanadyjczyka od powstania The Hart Foundation w 1985) – niedługo później nastąpił podział wśród fanów wrestlingu kibicujących Kanadyjczykom skupionym wokół Hart Foundation, a kibiców Amerykanów skupionych wokół wrestlerów ze Stanów Zjednoczonych. Na początku grudnia 1997 rozwiązał kontrakt z WWF i tym samym opuścił federację.

### World Championship Wrestling, dalsza kariera i gimmick (1998 – 2016)
Do WCW powrócił w połowie stycznia 1998 w jednym z odcinków WCW Monday Nitro oraz utworzył tag team z Davey Boy Smithem. W październiku 1998 opuścił WCW. Od 1999 sporadycznie pojawiał się w ringu w promocjach niezależnych oraz podczas odcinków Impact (TNA) oraz WWE Raw. Ostatnią walkę w karierze wrestlera stoczył w marcu 2016 występując w tag teamie z Koko B. Ware i Frankiem the Pizza Guy przeciwko drużynie Nikolai Volkoff, Clay Dasher i Shawn Andrews.
W 2019 został pośmiertnie wprowadzony do galerii sław WWE Hall of Fame w ramach tag teamu The Hart Foundation u boku Breta Harta. Podczas ceremonii Neidharta reprezentowała jego córka Natalie Neidhart-Wilson.
Jim Neidhart podobnie jak i jego tag team partner Bret Hart znani byli z charakterystycznych różowo-czarnych trykotów zapaśniczych, jakich używali podczas występów w ramach drużyny The Hart Foundation – wtedy też promotorzy i komentatorzy wrestlingu używać zaczęli określenia The Pink and Black Attack, który przyległ później do osoby Breta Harta. Sam Neidhart nie był zadowolony z noszenia różowego trykotu podczas show, jednak później zgodził się na występowanie w różowo-czarnym spandeksie. Profil WWE określił Neidharta „wybuchowym powerhousem” w drużynie The Hart Foundation.

### Inne media
W 2010 pojawił się w filmie dokumentalnym pt. Hart & Soul: The Hart Family Anthology traktującym o karierach zawodników skupionych w The Hart Foundation (Bret Hart, Jim Neidhart itd.). Okresowo pojawiał się wraz ze swoją żoną u boku swojej córki Natalie w reality show WWE – Total Divas.

### Tytuły i osiągnięcia

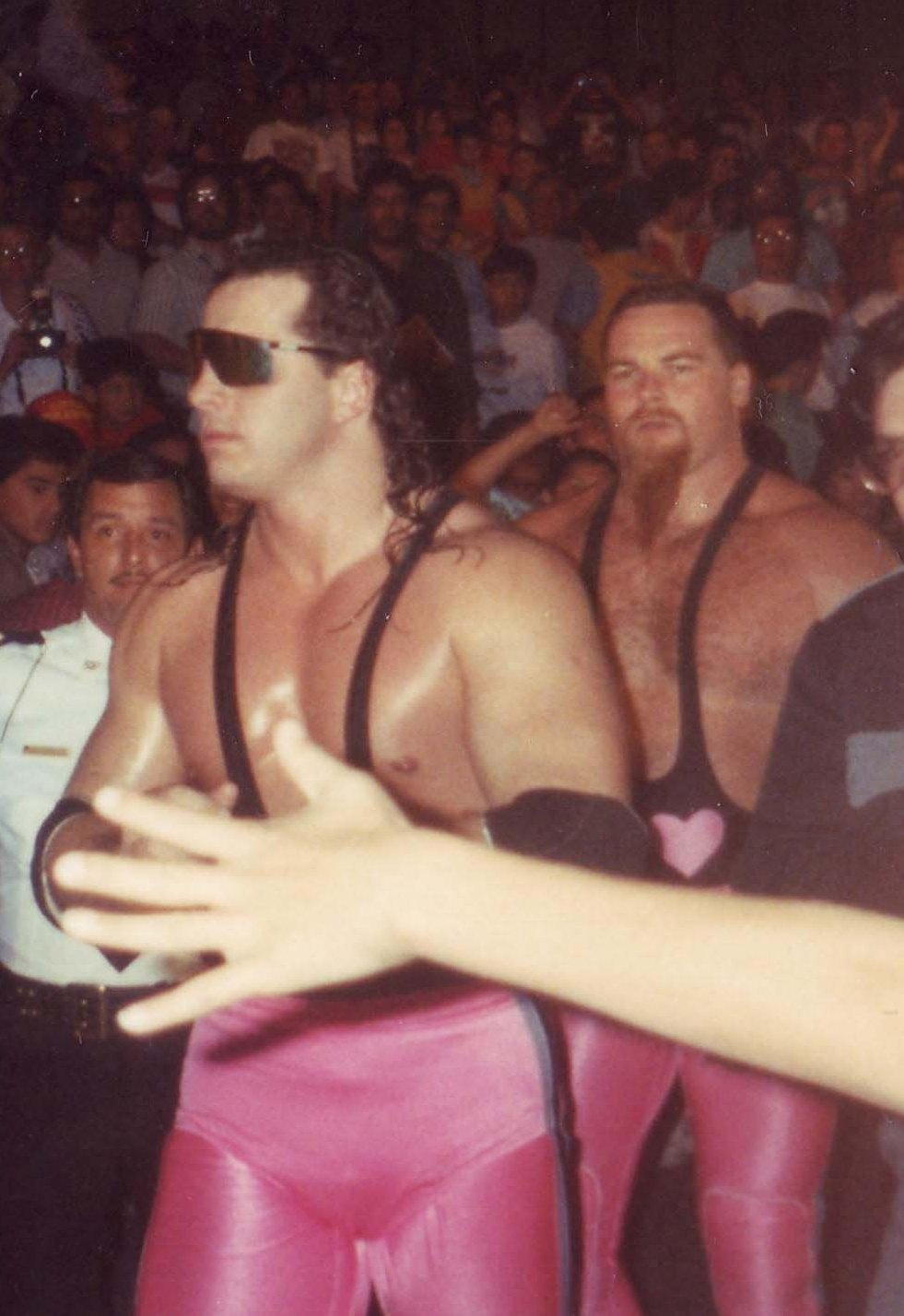
Bret Hart i Jim Neidhart jako tag team The Hart Foundation w charakterystycznych różowo-czarnych trykotach.

- Championship Wrestling from Florida
  - NWA Southern Heavyweight Championship (wersja Florida) (1 raz)
  - NWA United States Tag Team Championship (wersja Florida) (1 raz) – z Krusherem Khruschevem
- Legends Pro Wrestling
  - Wprowadzony do Hall of Fame w 2011
- Memphis Championship Wrestling
  - MCW Southern Tag Team Championship (1 raz) – z The Blue Meaniem
- Mid-Eastern Wrestling Federation
  - MEWF Heavyweight Championship (1 raz)
- Mid-South Wrestling
  - Mid-South Tag Team Championship (1 raz) – z Butchem Reedem
- New England Pro Wrestling Hall of Fame
  - Wprowadzony w 2014
- Professional Wrestling Federation
  - PWF Heavyweight Championship (1 raz)
- Pro Wrestling Illustrated
  - Sklasyfikowany na 61. miejscu wśród 500 najlepszych wrestlerów w zestawieniu PWI 500 w 1994.
  - Sklasyfikowany na 189. miejscu wśród 500 najlepszych wrestlerów w zestawieniu PWI Years w 2003.
  - Sklasyfikowany na 37. miejscu wśród 100 najlepszych tag teamów w zestawieniu PWI Years z Bretem Hartem w 2003.
- Pro Wrestling Ohio
  - PWO Tag Team Championship (1 raz) – z Gregiem Valentine
- Stampede Wrestling
  - Stampede International Tag Team Championship (2 razy) – z Herculesem Ayalą (1 raz) i Mr. Hito (1 raz)
  - Stampede Wrestling Hall of Fame (wprowadzony w 1995)
- Top Rope Championship Wrestling
  - TRCW International Heavyweight Championship (1 raz)
- Universal Wrestling Alliance
  - UWA Heavyweight Championship (1 raz)
- World Wrestling Federation/WWE
  - WWF Tag Team Championship (2 razy) – z Bretem Hartem
  - WWE Hall of Fame (wprowadzony w 2019 jako członek The Hart Foundation)
- Wrestling Observer Newsletter
  - Najlepszy feud (1997) The Hart Foundation vs Stone Cold Steve Austin
- Canadian Wrestling Hall of Fame
  - Wprowadzony indywidualnie
  - Wprowadzony w ramach Rodziny Hartów

## Życie osobiste i śmierć
W 1979 poślubił Elizabeth „Ellie” Hart – córkę Stu Harta i siostrę Breta Harta, z którą doczekał się trzech córek. Jedna z jego córek – Natalie Neidhart-Wilson występowała jako wrestlerka w WWE pod pseudonimem Natalya.
Na początku września 2010 został oskarżony o posiadanie i dystrybucję substancji kontrolowanych (substancje typu opioidy, stymulanty, depresanty, halucynogeny i sterydy anaboliczne, których produkcja, posiadanie i używanie podlegają regulacjom ustawowym). W marcu 2012 roku został skazany na 5 miesięcy i 29 dni więzienia. Podczas skazania został aresztowany za obrazę sądu. Neidhart odbył również dwa turnusy rehabilitacyjne opłacane przez WWE.
Według ustaleń jakie przeprowadził tabloid TMZ, żona Neidharta – Elizabeth, powiedziała śledczym, że 13 sierpnia 2018 Neidhart miał problemy ze snem i wstał z łóżka aby wyregulować termostat. Kiedy chciał go dotknąć „obrócił się dziwnie, jakby miał zamiar zatańczyć”, po czym upadł na ścianę i podłogę. Natychmiast zadzwoniła pod numer 911, wierząc, że jej mąż doznał ataku padaczki. Kiedy przybyły służby ratownicze miał na twarzy czterocalową ranę. Zmarł na miejscu w wieku 63 lat. W tym samym czasie stwierdzono u niego pierwsze objawy choroby Alzheimera.